# Округ Семинол (Џорџија)
Округ Семинол (енгл. Seminole County) је округ у америчкој савезној држави Џорџија.

## Демографија
По попису из 2010. године број становника је 8.729, што је 640 (-6,8%) становника мање 2000. године.
| Група             | 2000.         | 2010.         |
| Белци             | 5.734 (61,2%) | 5.516 (63,2%) |
| Афроамериканци    | 3.247 (34,7%) | 2.916 (33,4%) |
| Азијати           | 17 (0,2%)     | 35 (0,4%)     |
| Хиспаноамериканци | 347 (3,7%)    | 204 (2,3%)    |
| Укупно            | 9.369         | 8.729         |